# Moti Giladi
Mordechai "Moti" Giladi (Hebreeuws: מוטי גלעדי; Haifa, 18 december 1946) is een Israëlisch zanger en acteur.

## Biografie
Giladi bracht zijn eerste album uit in 1969. In de jaren zeventig vertoefde hij vooral in de Verenigde Staten. In de jaren tachtig keerde hij terug naar Israël. In 1986 nam hij samen met Sarai Tzuriel deel aan de Israëlische preselectie voor het Eurovisiesongfestival. Met het nummer Yavoh yom wonnen ze deze voorronde, en mochten ze deelnemen aan het Eurovisiesongfestival 1986. Daar eindigden ze als negentiende. Nadien ging hij zich toeleggen op zijn acteercarrière.
1973: Ilanit · 
1974: Poogy · 
1975: Shlomo Artzi · 
1976: Chocolad Menta Mastik · 
1977: Ilanit · 
1978: Izhar Cohen & The Alphabeta · 
1979: Gali Atari & Milk and Honey · 
1981: Hakol Over Habibi · 
1982: Avi Toledano · 
1983: Ofra Haza · 
1985: Izhar Cohen · 
1986: Moti Giladi & Sarai Tzuriel · 
1987: Lazy Bums · 
1988: Yardena Arazi · 
1989: Gili & Galit · 
1990: Rita · 
1991: Duo Datz · 
1992: Dafna Dekel · 
1993: The Shiru Group · 
1995: Liora · 
1998: Dana International · 
1999: Eden · 
2000: Ping Pong · 
2001: Tal Sondak · 
2002: Sarit Hadad · 
2003: Lior Narkis · 
2004: David D'Or · 
2005: Shiri Maimon · 
2006: Eddie Butler · 
2007: Teapacks · 
2008: Bo'az Ma'uda · 
2009: Noa & Mira Awad · 
2010: Harel Skaat · 
2011: Dana International · 
2012: Izabo · 
2013: Moran Mazor · 
2014: Mei Finegold · 
2015: Nadav Guedj · 
2016: Hovi Star · 
2017: Imri Ziv · 
2018: Netta Barzilai · 
2019: Kobi Marimi · 
2021: Eden Alene · 
2022: Michael Ben David · 
2023: Noa Kirel · 
2024: Eden Golan · 
2025: Yuval Raphael
- Gemeinsame Normdatei: 1061599892
- International Standard Name Identifier: 0000 0003 6978 052X
- Library of Congress Control Number: no2018130644
- MusicBrainz: dd3237a9-31e6-42c9-b4d5-37ecd37b8b72
- Nationale Bibliotheek van Israël: 987007310273605171
- Virtual International Authority File: 240151495
- WorldCat: E39PBJp6bvRbJY4Pc8tpCWkJjC